# Routes (DVD live de Garou)
 (décembre 2017).
Routes est le second DVD live de Garou sorti en 2004 et enregistré en octobre 2004 à Forest National, Bruxelles.
| N°  | Titre                            | Durée   |
| --- | -------------------------------- | ------- |
| 1.  | Prière indienne                  | 4:04    |
| 2.  | Reviens                          | 3:34    |
| 3.  | Gitan                            | 4:21    |
| 4.  | Passe ta route                   | 3:41    |
| 5.  | You Can Leave Your Hat On        | 4:14    |
| 6.  | Pour l'amour d'une femme         | 4:52    |
| 7.  | Les Filles                       | 5:19    |
| 8.  | Je n'attendais que vous          | 3:01    |
| 9.  | Belle                            | 2:37    |
| 10. | La Destinée, la rose au bois     | 5:49    |
| 11. | Hey Jude                         | 3:39    |
| 12. | Une dernière fois encore         | 5:34    |
| 13. | La Rivière de notre enfance      | 3:26    |
| 14. | Que l'amour est violent          | 5:48    |
| 15. | Cet amour-là                     | 4:51    |
| 16. | Sous le vent                     | 3:38    |
| 17. | Seul                             | 5:22    |
| 18. | Medley R'n'B                     | 12:43   |
| 19. | L'Aveu                           | 4:28    |
| 20. | Hemingway                        | 4:47    |
| 21. | Pendant que mes cheveux poussent | 2:19    |
| 22. | L'Adieu                          | 3:51    |
|     |                                  | 1:37:18 |